# Хохольський могильник
Хохольський могильник розташований на високій ділянці правого берега річки Дівиця навпроти села Хохол Хохольського району Воронезької області.
Виявлялося до десяти насипів. Курган №1 досліджено Арсеном Синюком у 1967 році, містив два поховання харківсько-воронізької катакомбної культури.

## Джерело
* А. Т. Синюк, Ю. П. Матвеєв — Курганные комплексы среднедонской катакомбной культуры [Архівовано 24 грудня 2019 у Wayback Machine.]